# Eu, motanul
Eu, motanul, într-o altă traducere Motanul are cuvântul..., (吾輩は猫である Wagahai wa neko de aru) este un roman comic al lui Natsume Sōseki, scris între 1905 și 1906.
Romanul a fost comparat de criticii englezi, care l-au întâmpinat cu prietenie, cu un roman inclasificabil al literaturii engleze, Tristram Shandy a lui Lawrence Sterne. În Eu, motanul naratorul este o pisică, destul de curioasă, care străbate toate straturile societății japoneze din era Meiji și descrie personajele umane întâlnite, cu umor și uneori cu accente de pamflet, în stilul lui Jonathan Swift.
Romanul începe cu un pasaj celebru: 「吾輩は猫である。名前はまだ無い。」„Wagahai wa neko de aru. Namae wa mada nai.” care înseamnă „Eu sunt o pisică. Dar încă nu am un nume.” Totuși, din cauza stilului excesiv de pompos pe care îl folosește personajul și prin care încearcă să dea o deosebită importanță propriei persoane, o traducere mai potrivită ar fi: „Doamnelor și domnilor, dați-mi voie să mă prezint: sunt o pisică. Dar nume încă n-am.” Romanul a fost ecranizat în anii 1970 de regizorul Kon Ichikawa. Versiunea în limba română poartă un titlu ușor diferit, Motanul are cuvântul....